# 西濱田站
西濱田站（日语：／ Nishi-Hamada eki */?）是位於島根縣濱田市，西日本旅客鐵道（JR西日本）的山陰本線車站。所有快速列車停站。

## 車站構造
車站是一座地面車站，設有2面2線的相對式月台，可進行列車交會。車站大樓位於上行月台旁，兩月台不是並排。兩月台之間設有跨線橋連接。
車站由濱田鐵道部管理的無人車站。在車站成為無人車站前，車站大樓比現時大2倍。在無人車站後，部分事務室解毀。車站大樓內設有自動售票機。

### 月台
| 月台 | 路線     | 上下行 | 方向           |
| ---- | -------- | ------ | -------------- |
| 1    | 山陰本線 | 上行   | 濱田、江津方向 |
| 2    | 山陰本線 | 下行   | 益田、東萩方向 |

## 歷史
- 1922年3月10日：國有鐵道山陰本線濱田站至周布站之間開業，此站啟用。當時名為石見長濱站。為客運和貨運車站。
- 1949年12月15日：車站改稱為西濱田站[1]。
- 1955年8月1日：貨物支線（濱田港線（日语：浜田港線））此站至濱田港站之間開業。
- 1982年11月7日：終止貨物起卸業務。同時濱田港線廢止。
- 1987年4月1日：隨國鐵分割民營化，車站由西日本旅客鐵道（JR西日本）營運。
- 1990年3月10日：改為無人車站[2]。

## 使用狀況
以下為近年1日平均乘車人次列表：
| 乘車人次變化 | 乘車人次變化    |
| 年度         | 1日平均乘車人次 |
| ------------ | --------------- |
| 1984         | 560             |
|              |                 |
| 1994         | 404             |
|              |                 |
| 1999         | 355             |
| 2000         | 364             |
| 2001         | 345             |
| 2002         | 300             |
| 2003         | 305             |
| 2004         | 297             |
| 2005         | 286             |
| 2006         | 280             |
| 2007         | 274             |
| 2008         | 265             |
| 2009         | 240             |
| 2010         | 214             |
| 2011         | 200             |
| 2012         | 203             |
| 2013         | 224             |
| 2014         | 193             |
| 2015         | 188             |
| 2016         | 169             |
| 2017         | 155             |
| 2018         | 158             |
| 2019         | 156             |
| 2020         | 141             |
| 2021         | 125             |

## 相鄰車站
西日本旅客鐵道
山陰本線
■普通
濱田－西濱田－周布

### 曾經存在的路線
日本國有鐵道
山陰本線貨物支線（濱田港線）
西濱田－濱田港

## 外部連結
- 西濱田｜車站資訊：JR出門網 - 西日本旅客鐵道